# Bugac
Bugac – wieś i gmina w środkowej części Węgier, w pobliżu miasta Kiskunfélegyháza. Gmina Bugac liczy 2848 mieszkańców (styczeń 2011) i zajmuje obszar 131,11 km².

## Położenie
Miejscowość leży na obszarze Wielkiej Niziny Węgierskiej, w komitacie Bács-Kiskun, w powiecie Kiskunfélegyháza.